# Febre hemorrágica viral

Febre hemorrágica viral é um termo utilizado para denominar uma série de doenças virais, que cursam com quadros de febre e hemorragia, causadas por quatro famílias distintas de vírus RNA: Arenaviridae, Filoviridae, Bunyaviridae e Flaviviridae. 
Febre hemorrágica causa febre alta, dor, manchas vermelhas na pele e pode levar a morte. Costuma aparecer nos casos de reincidência da dengue.
| Família      | Gênero       | Espécie(s)                                                                                             | Doença(s)                               | País ou região                                                         |
| ------------ | ------------ | --- | --------------------------------------- | ---------------------------------------------------------------------- |
| Arenaviridae | Arenavirus   | Guanarito virus                                                                                        | Febre hemorrágica venezuelana           | Venezuela                                                              |
| Arenaviridae | Arenavirus   | Junín virus                                                                                            | Febre hemorrágica argentina             | Argentina                                                              |
| Arenaviridae | Arenavirus   | Lassa virus                                                                                            | Febre de Lassa                          | Nigéria, Libéria, Serra Leoa, Guiné, República Centro-africana         |
| Arenaviridae | Arenavirus   | Lujo virus                                                                                             | Indeterminada                           | Zâmbia e África do Sul                                                 |
| Arenaviridae | Arenavirus   | Mapucho virus                                                                                          | Febre hemorrágica boliviana             | Bolívia                                                                |
| Arenaviridae | Arenavirus   | Sabiá virus                                                                                            | Febre hemorrágica brasileira            | Brasil                                                                 |
| Bunyaviridae | Hantavirus   | Hantaan virus, Puumala virus, Seoul virus, Dobrava virus                                               | Síndrome hemorrágica com síndrome renal | China, Coreia do Norte, Coreia do Sul, Rússia, norte e oeste da Europa |
| Bunyaviridae | Hantavirus   | Andes virus, Laguna Negra virus, Sin nombre virus                                                      | Síndrome cardiopulmonar por hantavírus  | América do Sul, Estados Unidos e Canadá                                |
| Bunyaviridae | Nairovirus   | Crimean-Congo hemorrhagic fever virus                                                                  | Febre hemorrágica da Crimeia-Congo      | Leste e Oeste da África                                                |
| Bunyaviridae | Phlebovirus  | Rift Valley fever virus                                                                                | Febre do Vale Rift                      | África e península arábica                                             |
| Filoviridae  | Ebolavirus   | Zaire ebolavirus, Sudan ebolavirus, Reston ebolavirus, Côte d'Ivorie ebolavirus, Bundibugyo ebolavirus | Febre hemorrágica do Ebola              | África                                                                 |
| Filoviridae  | Marburgvirus | Lake Victoria marburgvirus                                                                             | Febre hemorrágica de Marburg            | África                                                                 |
| Flaviviridae | Flavivirus   | dengue virus                                                                                           | Dengue                                  | Regiões tropicais                                                      |
| Flaviviridae | Flavivirus   | yellow fever virus                                                                                     | Febre amarela                           | África e América do Sul                                                |
| Flaviviridae | Flavivirus   | Omsk hemorrhagic fever virus                                                                           | Febre hemorrágica de Omsk               | Rússia                                                                 |
| Flaviviridae | Flavivirus   | Kyasanur forest disease virus                                                                          | Febre da floresta de Kyasanur           | sul da Ásia                                                            |